# G.A. Serlachius Oy

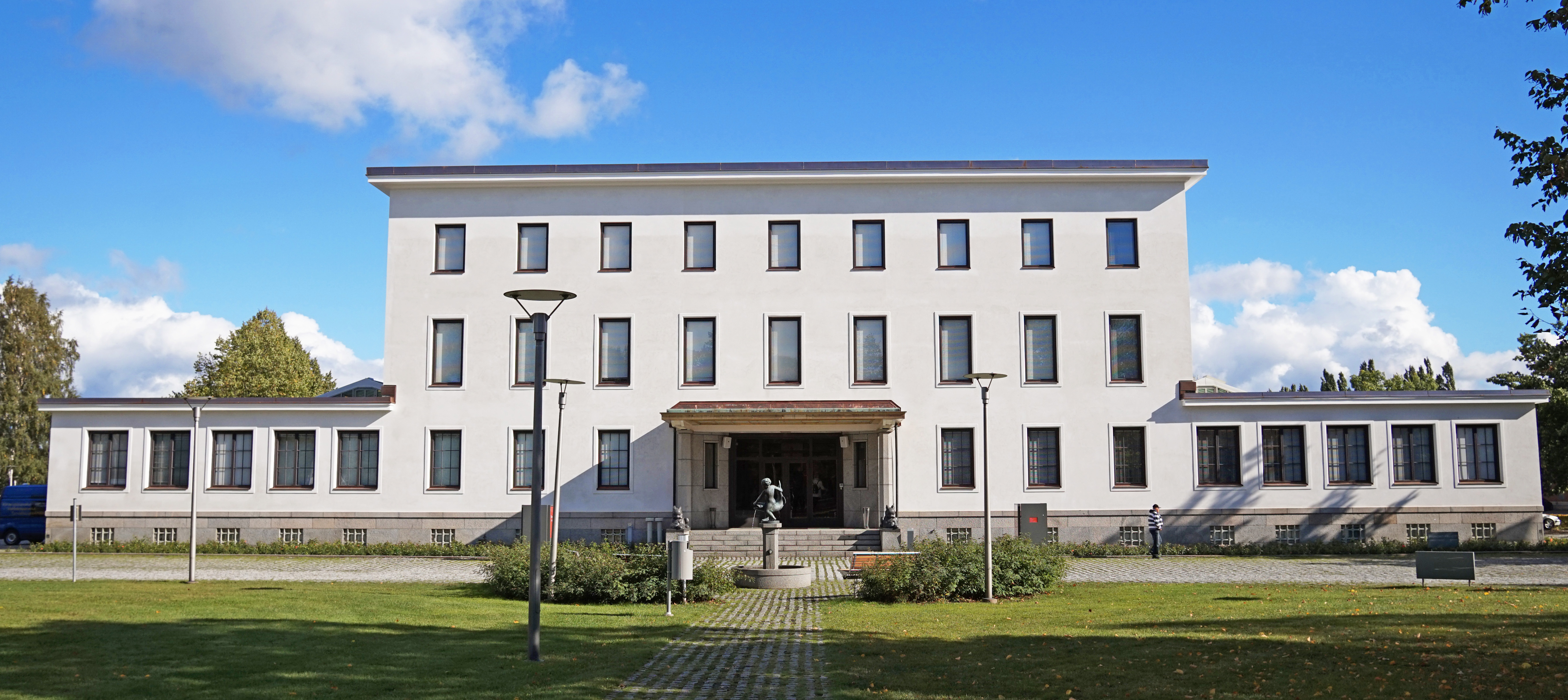
Konstmuseet Gustaf i Mänttä, tidigare huvudkontor för G.A. Serlachius Oy

G.A. Serlachius Oy var ett finländskt familjeägt skogsindustriföretag i Mänttä, som grundades som ett träsliperi vid forsarna Mäntänkoski av Gustaf Adolf Serlachius 1868.
Ledningen för G.A. Serlachius Oy övertogs i början av 1900-talet efter Gustaf Adolf Serlachius av dennes brorson och tillika svärson Gösta Serlachius. 
Företaget fusionerades 1987 med producentkooperativa Metsäliiton Teollisuus Oy (Skogsförbundets industri AB) till Metsä-Serla Oy. Det tidigare huvudkontoret i Mänttä används idag för konst- och industrihistoriska museet Gustaf.